# Faktor rasta
Faktor rasta je prirodna supstanca koja ima sposobnost stimulisanja celularnog rasta, proliferacije i ćelijske diferencijacije. To je obično proteinski ili steroidni hormon. Faktori rasta su važni za regulaciju varijeteta celularnih procesa.
Faktori rasta tipično dejstvuju kao signalni molekuli između ćelija. Primeri takvih molekula su citokini i hormoni koji se vezuju na specifične receptore na površini njihovih ciljnih ćelija. 
Oni često promovišu ćelijsku diferenciju i maturaciju, mada to može varira između faktora rasta. Na primer, koštani morfogenetski proteini stimulišu koštanu ćelijsku diferencijaciju, dok fibroblast faktori rasta i vaskularni endotelni faktori rasta stimulišu deobu krvnih sudova (angiogenezu).

## Faktori rasta versus citokini
Termin ‘’faktor rasta’’ je ponekad korišten među naučnicima kao sinonim termina citokin. Istorijski, citokini su bili asocirani sa hematopoetskim (krv formirajućim) ćelijama i ćelijama imunskog sistema (npr., limfocitima i ćelijama tkiva iz slezine, timusa, i limfnih čvorova). U cirkulatornom sistemu i koštanoj srži, gde se ćelije mogu javiti u tečnoj suspenziji, a ne vezane za čvrsta tkiva, razumljivo je da one komuniciraju putem rastvornih, cirkulišućih proteinskih molekula. Međutim, kako su vremenom različite linije istraživanje konvergirale, postalo je jasno da su neki od tih istih signalnih proteina hematopoetskog i imunskog sistema tako]e korišćeni od strane niza drugih ćelija i tkiva, tokom razvoja i u odraslom organizmu.
Dok faktor rasta implicira pozitivni efekat na ćelijsku deobu, citokin je neutralan termin u smislu uticaja molekula na proliferaciju. Dok neki citokini mogu biti faktori rasta, kao što su G-CSF i GM-CSF, drugi imaju inhibitorni efekat na ćelijski rast ili proliferaciju. Neki citokini, kao što je Fas ligand se koriste kao signali "smrti"; oni uzrokuju da ciljne ćelije podlegnu programiranoj ćelijskoj smrti ili apoptozi.

## Spoljašnje veze
- Growth+Factors на 